# Stensons
Stensons var ett dansband från Skåne, Sverige som bildades 1995, när Christina Lindbergs orkester lades ned efter att Christina Lindberg satsat på sitt liv som mamma, men killarna inte ville sluta spela. . När killarna i bandet inte ville sluta spela valde de att fortsätta som "pojkband" istället. Namnet Stensons tog bandet efter hotell Sten Stensson Steen i sångaren John Martin Bengtssons hemstad Eslöv. Han bor numera i Växjö.
Medlemmar från början i Stensons var: 
- Kalle Stenson gitarr, saxofon
- Pär Hogland, bas
- Niclas Lindström, trummor
- Tommy Kjellqvist, sång, gitarr
- Roger Olsson, keyboard, dragspel, sång
- John Martin Bengtsson, sång.

## Album
- Stunder att älska 2004
- Du kommer väl på festen 2011
- Jag vill dela varje dag med dig 2013
- Hi-Hat Dans Mix